# کریستوفر تیزن

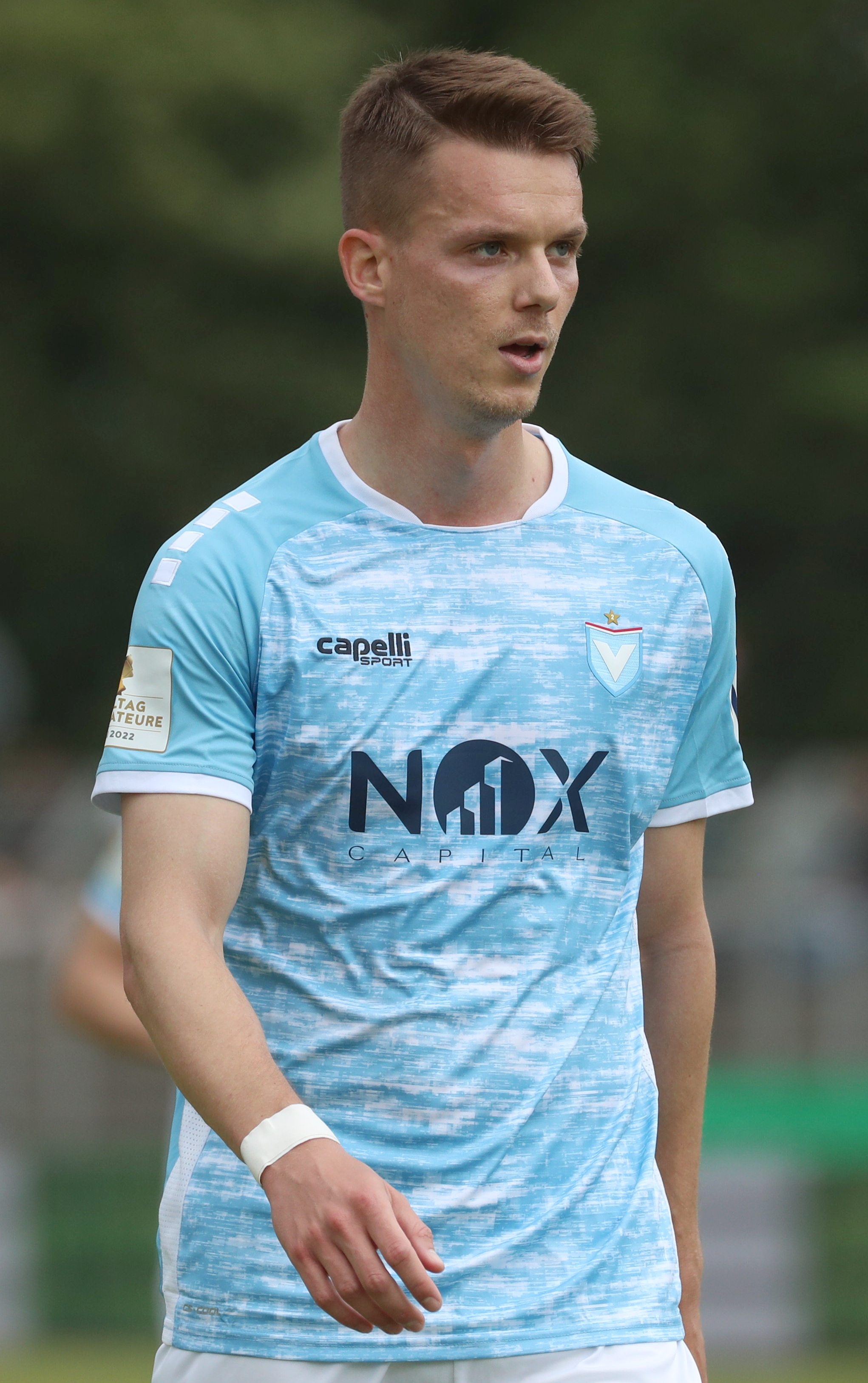
کریستوفر تیزن در سال ۲۰۲۲

کریستوفر تیزن (انگلیسی: Christopher Theisen؛ زادهٔ ۱۳ ژوئن ۱۹۹۳) بازیکن فوتبال اهل آلمان است.
از باشگاه‌هایی که در آن بازی کرده‌است می‌توان به باشگاه فوتبال نورنبرگ و باشگاه فوتبال اس‌سی فورتونا کلن اشاره کرد.